# 康心会汐見台病院
康心会汐見台病院（こうしんかいしおみだいびょういん）は、神奈川県横浜市磯子区汐見台に所在する民間の総合病院である。24時間対応の救急病院で横浜市の二次救急指定病院である。

## 概要
磯子区内で唯一の総合病院で、医療法人社団康心会が運営しているが、以前は公立医療機関であったことから他医療機関と連携して地域医療を担う。
土地面積は10,251.41平方メートル、建物は延床面積が16,399.29平方メートルで地下1階地上5階建てである。

## 沿革
- 1963年（昭和38年） -  財団法人神奈川県団地住宅福祉協会が汐見台診療所を19床で開設する。
- 1964年（昭和39年） - 45床に増床し、汐見台病院に改名[2]する。
- 1973年（昭和48年） - 社団法人神奈川県医師会に経営を移管[2]する。
- 1974年（昭和49年） - 神奈川県医師会が神奈川県衛生学院付属汐見台病院を開設し、50床に増床[3] する。
- 1979年（昭和54年）4月 - 神奈川県が買収して神奈川県立衛生看護専門学校付属病院を設置し、診療業務を神奈川県医師会へ委託[3] する。
- 1980年（昭和55年）3月 - 県内で初めて開放型病院として承認[3]される。
- 1980年（昭和55年）10月 - 機能強化や臨床実習病院として機能整備を図るために増改築し、170床に増床[3] する。
- 1990年（平成2年）3月 - 救急医療機能、腎疾患専門治療機能の整備充実を図るため増改築し、9診療科250床に増床[3] する。
- 1995年（平成7年）4月 - 消化器科、循環器科、麻酔科を設置[3]する。
- 2000年（平成12年）1月 - 放射線科を設置[3] する。
- 2003年（平成15年）4月 - 225床に増床[3] する。
- 2004年（平成16年）10月 - 管理型臨床研修指定病院[3]として認定される。
- 2006年（平成18年）4月 - 神奈川県立汐見台病院に改名し、指定管理者制度を導入して神奈川県医師会が管理者[3]になる。
- 2007年（平成19年）1月 - 日本医療機能評価機構の統合版評価項目Vr.5.0に認定される。
- 2016年（平成28年）4月 - 神奈川県から医療法人社団康心会へ運営が移譲され、医療法人社団康心会 康心会汐見台病院に改名する。呼吸器内科、神経内科、精神科を設置する。
- 2017年（平成29年）4月 - 回復期リハビリテーション病棟を開設する。

## 診療科目等

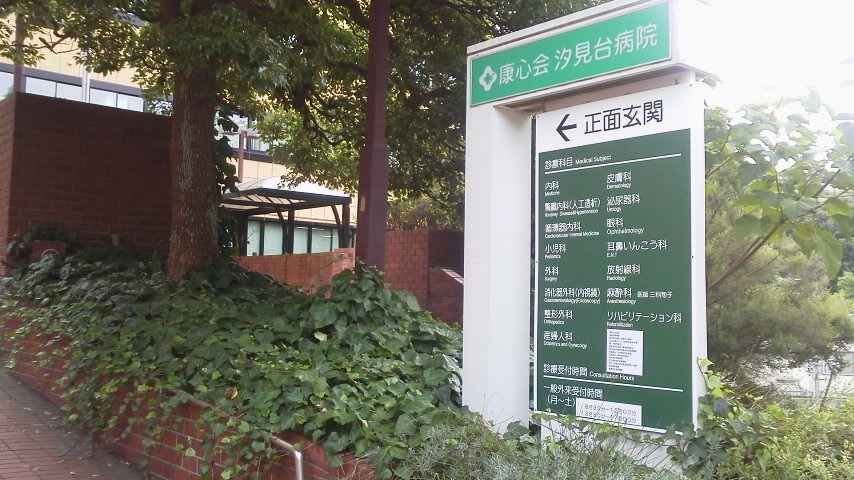
康心会汐見台病院の正面付近

小児科の専門外来、救急などの急性期医療、リハビリテーションなどの回復期医療、周産期医療、などを置いている。
- 内科
- 循環器内科
- 脳神経内科
- 呼吸器内科
- 糖尿病内科
- 腎臓内科
- 小児科
- 外科
- 消化器外科
- 整形外科
- 脳神経外科
- 産婦人科
- 皮膚科
- 泌尿器科
- 眼科
- 耳鼻咽喉科
- 麻酔科
- リハビリテーション科
- 精神科

## 施設

### 5階
- 事務
  - 会議室
  - 医局
- 看護部・入院
  - 手術室
  - 5東病棟（外科系）
  - デイルーム
  - 一般浴室
  - 図書室

### 4階
- 看護部・入院
  - 4東病棟（障害者）
  - 4西病棟（小児）
  - 4南病棟（回復期）
  - デイルーム

### 3階
- 看護部・入院
  - 3階病棟（内科系）
  - デイルーム
- 検査科
  - 採血室
  - 採尿室
  - 生理検査室
  - 臨床検査科
- 栄養関係
  - 栄養保健相談室

### 2階
- 受付・会計等
  - 案内
  - 新患受付
  - 再来受付
  - 外来受付
  - 入院受付
  - 会計
  - 売店
- 事務
  - 医事課
  - 総務課
  - 地域医療連携室
  - 診療録管理室
- 看護部・入院
  - 2東病棟（産婦人科）
- 外来診察室
  - 内科・循環器内科
  - 外科
  - 眼科
  - 小児科
    - 心のはぐくみ診療部
- 医薬関係
  - 薬剤科
  - 調剤室
  - 医薬品情報管理室
- 救急
  - 救急処置室
  - 救急事務室
- 医療安全推進室

### 1階
- 看護部・入院
  - 透析センター
- 外来診察室
  - 産婦人科
  - 泌尿器科
  - 整形外科
  - 皮膚科
  - 耳鼻咽喉科
- 放射線・検査科
  - CT室
  - X線撮影室
  - X線TV室
  - 血管造影室
  - 内視鏡室
  - 骨密度測定室
- 医薬関係
  - 薬剤管理室
- リハビリ科
  - リハビリ室
- 食堂

### 地下1階
- 放射線・検査科
  - MRI室
- 栄養関係
  - 栄養科
- 駐車場、駐輪場

## 交通アクセス
- 京浜急行本線屏風浦駅より徒歩 - 約15分
- バス停「汐見台ストアー前」下車徒歩約2分（ 屏風浦駅、JR東日本根岸線磯子駅から市営バス - 70系統汐見台循環、78系統根岸駅、64系統港南台駅行）
- バス停「汐見台小学校前」下車徒歩約2分（京浜急行・横浜市営地下鉄上大岡駅から京急バス - 上3系統汐見台循環）